# Coscinia punctata
Coscinia punctata är en fjärilsart som beskrevs av Barend J. Lempke 1961. Coscinia punctata ingår i släktet Coscinia och familjen björnspinnare. Inga underarter finns listade i Catalogue of Life.